# Afrogamasellus lokelei
Afrogamasellus lokelei är en spindeldjursart som beskrevs av Daele 1976. Afrogamasellus lokelei ingår i släktet Afrogamasellus och familjen Rhodacaridae. Inga underarter finns listade i Catalogue of Life.